# 服部哲也
服部 哲也（はっとり てつや、1964年3月1日 - ）は、日本の実業家。サミットストア代表取締役社長。

## 人物
東京都出身。現役で明治大学商学部商学科に合格し入学。大学時代にサミットストアでアルバイトをしており、1986年明治大学卒業後は同社に入社。入社後はグロサリー部門を担当、経験を積みチーフに昇格。その後、一般食品部のバイヤーに異動し12年間勤める。2003年に総菜部マネジャー、2007年に営業企画部マネジャー、2010年に執行役員、2014年に取締役常務執行役員、2017年には取締役専務執行役員に就任。
2020年4月にサミットストア代表取締役社長に就任。前社長の竹野浩樹は代表権のない取締役会長に就任。
服部は競合他社のなかで顧客に選ばれる存在を目指し「GO GREEN2022～社会に必要とされる新しいSMの創造～」、2021年に「『GO GREEN』チャレンジ宣言」を発表した。従業員（働きがい）、社会貢献、環境（食品廃棄やプラスチックなどリサイクル推進）を念頭にSDGsの実現に向けて課題に取り組んでいる。

## 経歴
- 1987年10月 サミット株式会社入社
- 2010年6月 執行役員
- 2012年6月 常務執行役員
- 2014年6月 取締役常務執行役員
- 2017年6月 取締役専務執行役員
- 2020年4月 代表取締役社長就任